# دهستان سلطان‌آباد (رامهرمز)
دهستان سلطان‌آباد، یکی از دهستان‌های بخش سلطان‌آباد شهرستان رامهرمز در استان خوزستان ایران است.

## جمعیت
براساس سرشماری عمومی نفوس و مسکن در سال ۱۳۹۵، جمعیت دهستان سلطان‌آباد برابر با ۳٬۵۲۳ نفر بوده‌است.